# 乙酸钾
乙酸钾是乙酸的钾盐，化学式为CH3COOK.

## 制备
乙酸钾可由氢氧化钾或碳酸钾与乙酸发生酸碱中和反应制备：
{\displaystyle {\ce {2CH3COOH + K2CO3 ->CH3COOK + CO2 +H2O}}}

## 应用
乙酸钾的应用有：
- 可用作防冰物质，取代氯化钙和氯化镁之类的氯化物。它对土壤的侵蚀作用和腐蚀性更小，尤其适用于机场跑道除冰，但价格较昂贵。

- 食品添加剂（防腐及控制酸度）
- 灭火器的组分
- 用于治疗糖尿病酮症酸中毒，原理是呈碱性且可以与碳酸氢盐反应
- 分子生物学中用于沉淀十二烷基硫酸钠
- 用在乙醇沉淀DNA中
- 用于保存、固定生物组织，与甲醛连用[2]

## 安全
储存时需要避免的条件有：潮湿、加热、火源、自燃物体及强氧化剂。